# Pfarrkirche Perchau

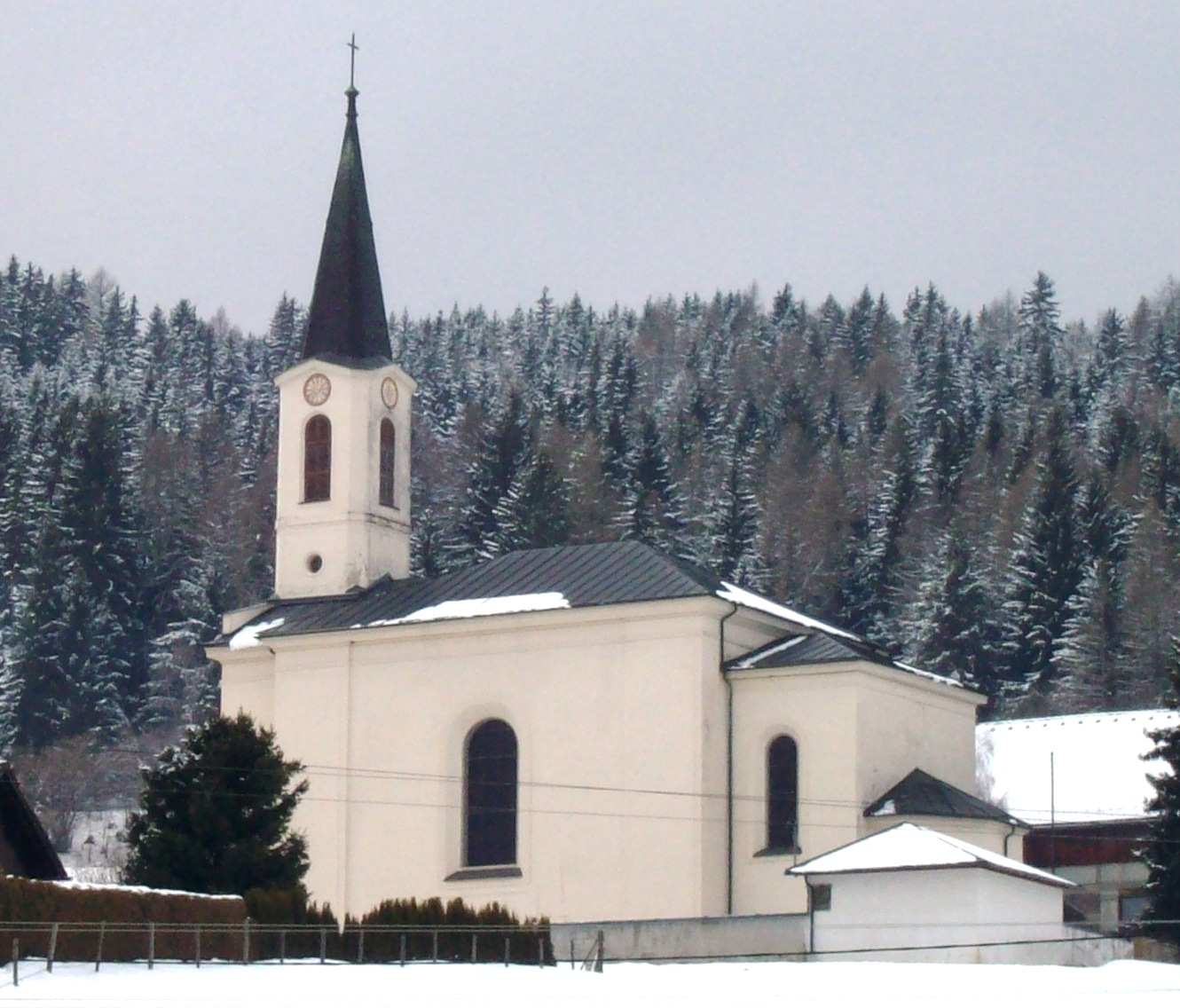
Katholische Pfarrkirche hl. Gotthard in Perchau am Sattel

Die Pfarrkirche Perchau steht in der Ortschaft Perchau am Sattel in der Marktgemeinde Neumarkt in der Steiermark im Bezirk Murau in der Steiermark. Die dem heiligen Gotthard geweihte römisch-katholische Pfarrkirche gehört zum Dekanat Murau in der Diözese Graz-Seckau. Die Kirche und der Friedhof stehen unter Denkmalschutz (Listeneintrag).

## Geschichte
Urkundlich wurde 1358 eine Kirche genannt. Pfarre seit 1792. 1851 erfolgte ein Neubau der Kirche.

## Architektur
Das Kirchenäußere zeigt über der Westfront des Langhauses einen Dachreiter. Am Chor mit einem graden Schluss ist östlich die Sakristei als Fünfachtelschluss angebaut.
Das Kircheninnere zeigt Langhaus und Chor unter Flachkuppelgewölben. Die Westempore ist dreiachsig. 

## Ausstattung
Der Hochaltar zeigt ein Bild und trägt die Statuen Heinrich und Leonhard. Die Seitenaltäre in neugotischer Rahmung zeigen links die Heilige Familie von Josef Veiter von 1854 und rechts Kreuzigung von Josef Veiter. Auch die Kreuzwegbilder schuf Josef Veiter.
Die gotische Schnitzstatue Maria mit Kind um 1420/1430 ist in Verwahrung.
Es gibt eine Glocke aus dem 13./14. Jahrhundert.